# Steffen Bury
Steffen Bury (* 2. Juni 1976 in Freiburg) ist ein ehemaliger deutscher Fußballspieler und heutiger Trainer.

## Laufbahn
Steffen Bury begann seine Fußballerkarriere beim Bahlinger SC und wechselte mit 20 Jahren nach Österreich zu SC Austria Lustenau in die Erste Liga. Dort konnte sich der junge Stürmer nicht dauerhaft durchsetzen. 1997 schloss er sich dem KSV Hessen Kassel an, es folgten weitere Stationen bei hessischen Vereinen wie Borussia Fulda, SV Darmstadt 98 und FSV Frankfurt. Die Saison 2001/02 spielte er beim SV Wilhelmshaven. 2002 wurde Bury von Trainer Kurt Garger erneut nach Österreich geholt, als er sich dem Traditionsverein First Vienna FC anschloss, der erstmals in der Vereinsgeschichte in die Drittklassigkeit abgestiegen war. Für die Vienna spielte er zweieinhalb Jahre und erzielte dabei 27 Tore in 54 Spielen. Im Frühjahr 2005 wechselte Steffen Bury zu Preußen Münster, im Sommer folgte seine Rückkehr zum SV Wilhelmshaven, mit dem er 2006 aus der Oberliga in die Regionalliga aufstieg. Von 2008 bis 2010 spielte er für den BV Cloppenburg.
Ab 2010 ließ Bury seine Karriere beim niedersächsischen Bezirksligisten SV Altenoythe ausklingen, wo er zunächst Spielertrainer und ab 2012 Cheftrainer war. Im November 2015 löste er seinen Vertrag in Altenoythe auf und wurde neuer Trainer des Regionalligisten BV Cloppenburg. Mit dem BVC stieg er nach der Spielzeit 2015/16 aus der Regionalliga ab. Nachdem er mit seiner Mannschaft auch in der Oberliga auf einen Abstiegsplatz gerutscht war, wurde Bury im April 2017 als Trainer in Cloppenburg entlassen. In den  Spielzeiten 2018/19 und 2019/20 war er Trainer des Landesligisten TV Dinklage. In der Saison 2021/22 trainierte er ebenfalls in der Landesliga Sparta Werlte, bevor er zur Saison 2022/23 die Mannschaft des BV Garrel übernahm.

## Persönliches
Sein Sohn Rocco Bury (* 2002) ist ebenfalls Fußballer. Sein Vater Wolfgang spielte in den 60er Jahren, für den FC Emmendingen in der Fußball-Regionalliga.